# Nedašova Lhota
Nedašova Lhota település Csehországban, a Zlíni járásban. Nedašova Lhota Poteč, Nedašov, Návojná, Študlov és Valašské Příkazy településekkel határos. Lakosainak száma 675 fő (2024. január 1.).

## Népesség
A település lakosságának változását az alábbi diagram mutatja:
| Lakosok száma | 522  | 539  | 511  | 766  | 747  | 720  | 697  | 689  | 644  | 675  |
|               | 1869 | 1900 | 1921 | 1961 | 1980 | 2011 | 2016 | 2019 | 2021 | 2024 |